# Асколд (бронепалубен крайцер, 1900)
Асколд (на руски: Аскольд) е бронепалубен крайцер от 1-ви ранг на 1-ва Тихоокеанска ескадра на Руския императорски флот, в периода на Руско-японската война базирана в Порт Артур.
Названието на крайцера е наследено от ветроходно-винтовата корвета „Асколд“, и е височайшо утвърдено на 21 декември 1898 г. – в чест на Асколд – легендарният киевски княз. От особеностите на кораба е задължително да се отбележи характерният петкоминен силует, единствен в Руския флот за онова време.

## Строителство
След вземането на решението за строителството на новия крайцер от I ранг за Военноморския флот на Руската империя, за негов главен строител, на 10 октомври 1896 г., е назначен младшият корабостроител Е. Р. де Грофе. За наблюдаващ строителството е назначен капитанът 2-ри ранг Н. К. Рейценщейн. На 6 януари 1899 г., вече в чин капитан 1-ви ранг, назначен на длъжността командир на крайцера, Н. К. Рейценщейн, а също А. Ф. Стемман, П. Ф. Гаврилов и представители на дипломатическия корпус на Русия се срещат в Германия с Вилхелм II. В хода на беседата императорът на Германия одобрително се изказва за котлите на Торникрофт, предложени за крайцера. Построен е в Кил от немската корабостроителница „Германия“ (Germaniawerft). През декември 1899 г. Е. Р. де Грофе пристига в Кил, също така, паралелно Е. Р. де Грофе става наблюдаващ строителството на бронепалубния крайцер „Богатырь“ на завода в Щетин. Крайцерът е заложн на 8 юни 1899 г., спуснат е на вода на 2 март 1900 г. Влиза в строй в началото на 1902 г.

## Конструкция

### Корпус и архитектура
Корпусът на крайцера е изграден чрез клетъчна (брекетна) система на набор. Корпусът е разделен от водонепроницаеми прегради на 13 отсека. Монтажът на рулевата рубка е предвиден според първоначалния проект, за разлика от крайцера „Новик“.
От особеностите на кораба не може да не се отбележи характерния петкоминен силует, единствен в Руския флот по онова време.

### Брониране
Бронираната палуба е главната защита на кораба. Нарича се още „карапасна“ (черупковидва), тъй като по форма напомня на черупката на костенурка. Тук бронираната палуба се състои от два слоя плочи: долният пласт е от корабостроителна стомана с дебелина от 10 или 15 mm и горен от легирана никелова броня дебела 30 и 60 mm.
Хоризонталната част на бронепалубата е дебела 40 (10+30), а скосовете 75 (15+60) или 100(10+30+60) mm. Основите на комините и елеваторите за подаване на боеприпаси са защитени от броня до жилищната палуба с дебели 40 mm вертикални бронирани плочи. Спуска към румпелното отделение се защитава от наклонен 100 mm брониран комингс. Надводните торпедни апарати се прикриват от вертикална 60 mm броня, отгоре и отдолу по 30 mm. Масата на бронята е 705 t.

### Въоръжение
Артилерийското въоръжение се състои само от „скорострелни“ оръдия:
- Дванадесет 152 mm патронни оръдия система Кане с дължина на ствола от 45 калибра в палубни и казематни установки;
- Дванадесет 75 mm оръдия Кане с дължина на ствола от 50 калибра;
- Осем едностволни 47 mm оръдия Хочкис;
- Две десантни 63,5 mm оръдия система Барановски на колесни лафети, предназначени за усилване на корабния десант;
- Две 37-мм оръдия Хочкис;
- Четири картечници;
- Шест 381-мм торпедни апарата.

### Енергетична установка
Машинно-котелната установка е разположена в две машинни и пет котелни отделения.
Трите трилопастни гребни винта се привеждат в действие от три парни четирицилиндрови машини с тройно разширени и сумарна проектна мощност от 19 500 к.с. (3×6500). Те трябва да осигурят на крайцера скорост от 23 възела. В предното машинно отделение са разположени машините, въртящи външните винтове. В задното (кърмовото) машинно отделение се намира машината, работеща за средния винт. Десният и левият винтове се въртят съответно надясно и наляво, средният е с ляво въртене. Всяка машина има по един цилиндър за високо и средно и два цилиндра за ниско налягане. Диаметрите на цилиндрите съставляват 930, 1440 и 1630 мм съответно, ходът на буталото е 950 мм. Парата за машините се дава от 9 котела Торникрофт-Шулц, 8 от които се разполагат по два в четири котелни отделения, а един – в петото. Общата повърхност на огнищата съставлява 107 м², общата нагревателна повърхност на котлите е 5020 м² (на големия котел – 580 м², на малкия – 480).
Котлите и машините се показват като надеждни и много икономични: за 18 500 мили, изминати от „Асколд“ през 1902 г., са изразходвани 7300 т въглища, в същото време „Варяг“ за път от 8000 мили изгаря 8000 т.
На 19 август на предварителната проба преди приемните изпитания машините развиват мощност от 21 200 к.с., което дава скорост от 23,25 възела, средната скорост за 10 пробега в течение на 3 часа при 121 об/мин съставя 21,85 възела.
Също така крайцерът е снабден с шест парни динамомашини на фирмата „Сименс и Халске“ с обща мощност 336 кВт.

## Оценка на проекта
Крайцерът „Асколд“ е дете на немската фирма „Германия“ (на немски: Germaniawerft), който влиза в строй през 1901 г. Неговата артилерия е прикрите от броневи щитове, а енергетичната установка се оказва много надеждна. Заедно с това, корпусът на крайцера не се отличава със здравина, а вътрешните му помещения са тесни. „Асколд“ не отстъпва по скорост на крайцерите „Варяг“ и „Богатир“.
| Сравнителни ТТХ на руските бронепалубни крайцери |                                   |                                    |                               |                                    |                                               |                                                         |                                                                                              |                                                        |                                   |                                  |
| Характеристики                                   | „Витяз“                           | „Адмирал Корнилов“                 | „Светлана“                    | „Диана“                            | „Варяг“                                       | „Асколд“                                                | „Богатир“                                                                                    | „Новик“                                                | „Жемчуг“                          | „Боярин“                         |
| Водоизместимост, т                               | 3537                              | 5863                               | 3924                          | 6657 – 6731                        | 6604                                          | 6000                                                    | 6611 – 6975                                                                                  | 3080                                                   | 3520                              | 3274                             |
| Артилерия                                        | 10 – 152-мм, 4 – 87-мм, 8 – 37-мм | 14 – 152-мм, 6 – 47-мм, 10 – 37-мм | 6 – 152-мм, 10 – 47-мм        | 8 – 152-мм, 24 – 75-мм, 8 – 37-мм  | 12 – 152-мм, 12 – 75-мм, 8 – 47-мм, 2 – 37-мм | 12 – 152-мм, 12 – 75-мм, 8 – 47-мм, 2 – 37-мм           | 12 – 152-мм, 6/8 – 75-мм, 6 – 47-мм                                                          | 6 – 120-мм, 6 – 47-мм, 2 – 37-мм                       | 8 – 120-мм, 6 – 47-мм, 2 – 37-мм  | 6 – 120-мм, 8 – 47-мм. 4 – 37-мм |
| Торпедни апарати                                 | 3×1 – 381-мм                      | 6×1 – 381-мм                       | 2×1 – 381-мм                  | 3×1 – 381-мм                       | 6×1 – 381-мм                                  | 6×1 – 381-мм                                            | 2×1 – 381-мм                                                                                 | 5×1 – 381-мм                                           | 3×1 – 381-мм                      | 5×1 – 381-мм                     |
| Брониране, мм                                    | Палуба – 37                       | Палуба – 25 – 63, рубка – 76       | Палуба – 25 – 51, рубка – 102 | Палуба – 37 – 63, рубка – 51 – 152 | Палуба – 37 – 76, рубка – 76 – 152            | Палуба – 51 – 76, щитове оръдия на ГК – 25, рубка – 152 | Палуба – 35 – 70, кули – 89 – 127, каземати – 20 – 80, щитове оръдия на ГК – 25, рубка – 140 | Палуба – 30 – 51, щитове оръдия на ГК – 25, рубка – 30 | Палуба – 30 – 51, рубка – 30 – 45 | Палуба – 30 – 51, рубка – 76     |
| Енергетична установка, к.с.                      | 3000                              | 6581                               | 10 100                        | 11 610 – 12 200                    | 14 158                                        | 20 434                                                  | 19 350 – 20 370                                                                              | 17 000                                                 | 17 000                            | 11 500                           |
| Максимална скорост, възела                       | 14,4                              | 17,6                               | 21,6                          | 19,0 – 19,2                        | 23,2                                          | 23,5                                                    | 23 – 24                                                                                      | 25                                                     | 22,6 – 24                         | 22,5                             |

## История на службата
Службата си в руския военен флот кораба започва в състава на Балтийския флот, а през 1903 г. е изпратен в Далечния Изток.
Поради нарастващото напряжение в отношенията на Русия и Япония в Далечния Изток на Русия, през 1903 г., е изпратен отряд бойни кораби под командването на контраадмирал барон Е. А. Щакелберг. В отряда влизат броненосците „Ретвизан“ (флаг) и „Победа“, крайцерите „Богатир“, „Диана“ и „Палада“; крайцерите „Асколд“, „Новик“ и „Боярин“, а също и седем миноносеца, които се присъединяват към отряда по пътя му към Либава. На 31 октомври отрядът в пълен състав се насочва от Либава към Тихия океан. Имащите висока скорост „Асколд“ и „Новик“ вървят далеч напред от отряда.
По време на прехода „Асколд“ и „Варяг“ посещават с официална визита Маскат, където офицерите се срещат с местния султан. Руските кораби оставят дълбоко впечатление у султана.
С пристигането си в Тихия океан, „Асколд“, за известно време, се намира в състава на формиращия се Владивостокски отряд крайцери.
По време на учебните артилерийски стрелби комендорите на „Асколда“ показват, че се явяват едни от най-добрите в ескадрата, тъй като те стрелят осем пъти по-точно, отколкото канонирите на „Варяг“. На 19 август в залива Петър Велики крайцерът изпълнява учебна стрелба по щит на ход от 18 въз. при вятър 3 – 4 бала. Макар видимостта да е слаба (от време на време щитът се скрива в мъглата), комендорите на „Асколд“ показват добри резултати: от 36 изстреляни 152-мм снаряда в целта попадат седем, от 36 75-мм – 12 и от 40 47-мм – пет. „Варяг“ по време на аналогична стрелба, изпълнена на 16 декември 1903 г. (последните му учения преди неговия знаменит бой), макар и да плава с по-ниска скорост (12,5 въз.), от 36 изстреляни 152-мм снаряда, 33 75-мм, 56 47-мм и 20 37-мм щитът е уцелен само от три: един 75-мм и два 47-мм.
Впоследствие крайцерът е преведен да се базира в Порт Артур.

### Руско-японска война
В навечерието на войната крайцерите „Асколд“, „Палада“, „Диана“, „Новик“, „Боярин“, „Баян“, спомогателният крайцер „Ангара“, канонерските лодки „Гиляк“, „Бобр“, „Гремящий“, „Отважный“ и всички ескадрени миноносци се базират в Порт Артур.
Във връзка с редицата демарши от страна на Япония наместникът адмирал Е. И. Алексеев, на 18 януари 1904 г. издава заповед за незабавно започване на кампанията. На следващия ден по време на прилива отряд кораби излиза на външния рейд на Порт Артур. На 21 януари, около 16:00, плаващия пръв крайцер „Асколд“ вижда Шантунгския маяк, след което, според заповедта на наместника, корабите обръщат назад и в 5 сутринта на 22 януари пускат котва в залива Далянван, а през деня преминават в Портартурския рейд.
В нощта на 27 януари руската ескадра, намираща се при Порт Артур, е атакувана от японски миноносци. Някои от корабите открива ответен огън, но началника на ескадрата, вицеадмирал О. В. Старк, не вярва, че това е атака и заповядва на флагманския „Петропавловск“ да насочи лъч на прожектор към небето, което се явява условен сигнал за прекратяване на огъня. И едва в 0:55 той издава заповед на крайцерите „Асколд“ и „Новик“ да започнат преследването на японските миноносци, но те вече са се скрили. След това „Асколд“ започва да съпровожда броненосеца „Цесаревич“, който получава попадание от торпедо, вследствие на което броненосецът със значителен и усилващ се крен, се насочва към вътрешната част на порта за ремонт. Ескадрата е заобиколена от страната на морето, при това отразявайки повторна атака на миноносци. Японският адмирал Того, командващ нападението, рапортува на своите началници, че са извадено от строй корабите „Полтава“, „Асколд“ и още два големи кораба, което е изкривяване на фактите – японците, независимо от неголямата дистанция, не успяват правилно да идентифицират характерните силуети на руските кораби.
В първите месецы войната „Асколд“ се явява един от най-активно действащите кораби на портартурската ескадра. Крайцерът участва във всичките ѝ операции: води артилерийски битки с японските кораби, прикрива своите миноносци, отбива атаките на вражеските и обискира подозрителните търговски съдове.
В нощта на 28 по 29 януари своден отряд („Асколд“, „Баян“, „Диана“, „Боярин“, „Забияка“, „Гайдамак“, „Бобр“, „Гиляк“, „Отважний“) под командването на Михаил Павлович Молас заема позиции за охрана на изхода от външния рейд на Порт Артур.
На 9 февруари 1-ва Тихоокеанска ескадра влиза в бой с 3-ти боен отряд на вицеадмирал С. Дева от 1-ва ескадра на Съединения флот. По „Асколд“ водят огън бронепалубни крайцери: флагманският „Читосе“ и „Такасаго“.
На 14 февруари тайфун изхвърля от плитчината намиращия се в ремонт броненосец „Петропавловск“, и той едва не се сблъсква с крайцерите „Асколд“ и „Новик“, но бързата реакция на вахтените началници на крайцерите предотвратява аварията.
На 28 февруари О. В. Старк е отстранен от командването, на негово място е назначен вицеадмирал C. O. Макаров, който вдига своя брейд-вимпел на крайцера „Асколд“.
На 9 март руската ескадра (флаг на C. O. Макаров отначало на „Асколд“, а след това на „Петропавловск“) в течение на два часа води престрелка с основните бойни сили на Японския императорски флот (6 броненосеца, 6 броненосни и 6 бронепалубни крайцера). Но този артилерийски дуел не води до съществени резултати.
На 17 март 1904 г. капитан 1-ви ранг Н. К. Рейценщейн е утвърден за длъжността младши флагман на ескадрата и изпълняващ длъжността началник на отряда крайцери, той държи своя флаг на крайцера „Асколд“. На 12 юли същата година той е произведен в чин контраадмирал.
В нощта на 12 по 13 април при Порт Артур е боя между миноносеца „Страшний“ и 2-ри отряд изтребители. В хода на битката руският миноносец е потопен. Излезлия в помощ на миноносеца крайцер „Баян“ е обстрелян от крайцерите на 3-ти боен отряд, които прикриват транспорта „Корио мару“, който поставя минно заграждение. След „Баян“ към мястото на гибелта на „Страшни“ излизат „Петропавловск“ под флага на вицеадмирал С. О. Макаров, „Полтава“, „Асколд“, „Диана“ и „Новик“. Руските кораби откриват огън по японските крайцери. Към 09:15 сутринта в района на боя пристига 1-ви боен отряд заедно с крайцерите „Ниссин“ и „Касуга“. По това време идват „Победа“ и „Пересвет“, и руските кораби започват да преследват оттеглящите се японски кораби. В 09:43 флагманският „Петропавловск“ се натъква на мина и потъва. На кораба загиват вицеадмирал С. О. Макаров и по-голямата част от екипажa на броненосеца.
На 26 юли (8 август по нов стил) „Асколд“, „Баян“, „Палада“ и „Новик“ участват в залива Лунвантан в артилерийски дуел с японските кораби, които пристигат за оказване на поддръжка на 3-та японска армия щурмуваща Порт Артур, в т.ч. с бронепалубните крайцери „Акицушима“, „Сума“ и „Ицукушима“.
На 28 юли (10 август по нов стил) за прихващане на „Асколд“, „Новик“, „Цесаревич“ и няколко миноносеца, които пробиват блокадата, е изпратен към островите Рос 3-ти боен отряд на адмирал Камимура („Азума“, „Токива“, „Изумо“ и „Ивате“), ако руските кораби поемат през Корейския пролив. Също така отрядът има заповед да прегради пътя от север на Владивостокския отряд крайцери („Россия“, „Громобой“ и „Рюрик“). Именно тях среща отряда на Камимура и това прераства в битката в Корейския пролив.
В същия ден, по време на боя в Жълто море, „Асколд“, под флага на командира на отряда крайцери контраадмирал Н. К. Рейценщейн, кара да отстъпят японските броненосни крайцери – отначало „Асама“, а след това и „Якумо“, предизвиквайки по тях силни пожари. С това „Асколд“ доказва мощта на своето артилерийско въоръжение. Независимо от локалната победа, общия пробив към Владивосток на портартурските кораби покрай японската ескадра, като цяло, е неуспешен. Най-бързоходноте „Асколд“ и „Новик“, развивайки максималната си скорост на ход, се отделят от останалите руски кораби и се насочват на север. Известно време само бронепалубният крайцер „Сума“ сам води бой с двата руски крайцера и организира тяхното преследване, към което се включват бронепалубните крайцери „Читосе“, „Акицушима“ и „Касаги“, но по-късно те прекратяват преследването и излизат от боя. Поради тежките повреди (две подводни пробойни и един от снарядите попада в комин, което води до намлаване на мореходността и тягата, и като следствие падане на скорост понякога до 15 възела, също така е извън строй половината 6-дюймова артилерия) командирът взема решение да се насочи към Шанхай. В нощта на 11 август адмирал М. Того изпраща 6-и боен отряд („Акаши“, „Акицушима“ и „Идзуми“) в преследване на руските крайцери. Към утрото догонващият отряд забелязва отляво по носа оттеглящия се „Асколд“. В този момент от строя излиза „Акицушима“, който има неизправностти в машините. Забелязвайки приближаването на неприятеля, на „Асколд“ не е обявена бойна тревога, но са увеличени оборотите на машините и вече към 06:00 японските кораби се скриват от поглед, и „Асколд“ благополучно достига Шанхай. Вечерта той е блокиран в порта от превъзходящите сили на японците, за това се налага да бъде разоръжен. Крайцерът е интерниран от китайското правителство до края на войната
.

### В състава на Сибирската военна флотилия
След края на войната „Асколд“ е върнат в Русия и е зачислен в състава на Сибирската военна флотилия. Става флагман на флотилията.
На 16 октомври 1907 г. избухва въстание на сапьорите на крепостния минен батальон в залива Диомид. На следващия ден въстават матросите от миноносците на Сибирската флотилия. На 17 октомври въстанието е подкрепено и на миноносеца „Скорий“, на който Яков Пойлов и ръководителя на военнопартийната организация на РСДРП Мария Масликова убиват командира на миноносеца, старши лейтенант А. П. Щер и поемат командването. Нататък те приемат на борда ръководителите на метежа и въстаналите матроси от другите кораби на флотилията, в т.ч. и от „Асколд“. Те се опитват да излязат от залива Златен рог, но метежният миноносец е обстрелян – получава 67 попадения: пробито е машинното отделение и се взривява котел, убита е по-голямата част от намиращите се на борда въстанници, в т.ч. и Яков Пойлов. Корабът губи способност да се управлява и се изхвърля на брега на залива.
Започвайки от 1907 г. „Асколд“ участва в разгърнатите от генерал-майор М. Е. Жданко изследвания на теченията на морета в Източния океан с помощта „бутилковата поща“: в морето от корабите се пускат бутилки с бележка за ширината и дължината на мястото на пускане на бутилката, и смолба да се съобщи на ГЕВО къде и кога е намерено посланието. Също така към тези опити са привлечени минния заградител „Усури“, транспортът „Охотск“ и ветроходната шхуна „Нептун“.
На 3 септември 1908 г. крайцерът „Асколд“ участва в учения съвместно с подводниците „Щука“, „Плотва“, които изпълняват учебна атака над крайцера.

### Първа световна война
В 5 ч. 30 мин. на 20 юли 1914 г. над крайцера „Асколд“ е вдигнат флажен сигнал: „Германия обяви война“. Флотилията спешно е приведена в състояние на бойна готовност.
През 1914 г. съюзните страни предлагат на Русия да се създаде обединена ескадра в Тихия и Индийския океани за действия против германската крайцерска ескадра на адмирал М. фон Шпее. Морският министър адмирал Иван Григорович е против това предложение, а командващият Сибирската военна флотилия контраадмирал М. Ф. фон Шулц, напротив ратува за създаването на такова съединение, и получава личното дозволение на император Николай II за присъединаването на крайцерите „Асколд“ (с командир капитан 1 ранг С. А. Иванов 6-и) и „Жемчуг“ (с командир капитан 2 ранг барон И. А. Черкасов) към флота на съюзниците. На 25 август двата крайцера отплават от Владивосток към Хонконг за съединяване със силите на съюзниците. На 16 август крайцерите пристигат в Хонконг, където влизат в ескадра под командването на вицеадмирал Т.-М. Джерам. На 19 август руските крайцери излизат в морето в търсен на действащия в Индийския океан германски крайцер „Емден“. На 22 август „Асколд“ и „Жемчуг“, получавайки различни задачи се разделят.
По-късно „Асколд“ е насочен към Средиземно море, където взема участие в бойните действия против Османската империя и Австро-Унгария, в т.ч. и в Дарданелската операция. В нейния ход, десантна партия от крайцера „Асколд“ участва заедно с френските военни в десанта на войски на азиатския бряг на полуострова в района на Кумкале с цел отвличане на силите на турците от основното място на десанта на съюзните войски – на полуостров Галиполи, което способства за успешното завършване на операцията на нос Хелес.

### Последваща служба
През март 1916 г. „Асколд“ пристига във Франция за ремонт. В нощта на 20 по 21 август 1916 г. в артилерийския погреб на кораба прогърмява взрив. Командването обвинява за случката матроси на крайцера, които се считат до това за „неблагонадеждни“, макар преки доказателства за тяхната причастност към станалото така и да не са намерени. След следствие корабния съд осъжда четиримата морякя, обвинени в саботажа – Захаров, Бешенцев, Шестаков и Бирюков на смъртно наказание и около сто и петдесет моряка към отбиване на наказания в плаващи затвори и наказателни батальони. На 6 ноември 1916 г. в Тулон командването над крайцера приема капитан 1-ви ранг К. Ф. Кетлинский. Скоро той утвърждава всички присъди на корабния съд. След революцията много моряци обвиняват офицерите на кораба в това, че те са автори на провокацията с цел да извадят и ликвидират „болшевистско подполие“.
През юни 1917 г., след ремонта, „Асколд“ под командването на К. Ф. Кетлинский пристига в Мурманск и влиза в състава на флотилията на Северния ледовит океан. През 1917 г. с указ на Временното правителство К. Ф. Кетлинский е назначен на длъжност командир на цялото северно крайбрежие на Колския полуостров с присвояване на званието контраадмирал. На длъжността командир на „Асколд“ е назначен А. И. Шейковский. На 7 октомври 1917 г. основата на Флотилията на Северния ледовит океан съставляват: линейният кораб „Чесма“, крайцерите „Асколд“ и „Варяг“, есминците „Капитан Юрасовский“, „Лейтенант Сергеев“, миноносците „Бесшумний“, „Безстрашний“, „Властний“, „Грозовой“, подводницата „Святой Георгий“, минният заградител „Усури“, 18 куриерски съда, 43 тралчика, 4 хидрографски съда, 3 транспорта, 8 портови съда и ледоразбивачите „Святогор“ и „Микула Селянинович“.
През 1918 г. крайцерът в Колския залив преминава под контрола на интервентите. Нататък крайцерът участва в техните операции и се използва за плаваща казарма. През май 1919 г. за командир на крайцера е назначен капитан 2-ри ранг Б. А. Нольде, който пристига в Мурманск на английски ледоразбивач. През юли 1919 г. крайцерът влиза в състава на британския флот под името „Glory IV“.
През 1922 г. е изкупен от Съветска Русия, но поради лошото му техническо състояние е прието решението за продажбата на кораба за скрап. Правата за утилизация на редица руски кораби, в т.ч. и на крайцера „Асколд“, са предадени на германо-руското акционерно дружество „Деруметал“ (на немски: Deutsch-Russische Metall-Gessellschaft). Известно време по-късно корабът е отбуксиран към Хамбург, където е разкомплектован за метал.

## Командири на крайцера
- 1899 – 1904. – капитан 1-ви ранг Рейценщейн, Николай Карлович;
- 1904 – 1905. – Граматчиков, Константин Алексеевич;
- 1905 – 1906. – капитан 2-ри ранг Стеценко, Константин Василиевич;
- 1906.01 – 03. – Теше, Лев Карлович;
- 1906 – 1908. – Глизян, Сергей Александрович;
- 1908 – 1910. – Бурлей, Сергей Иванович;
- 25.01.1910 – 23.08.1910 капитан 1-ви ранг Раден, Фердинанд Владимирович;
- 1910 – 1913. – Теше, Лев Карлович;
- 1913 – 1914. – Свешников, Дмитрий Александрович;
- 1914 – 1916. – капитан 1-ви ранг Иванов, Сергей Алексеевич;
- 1916 – 1917. – капитан 1-ви ранг Кетлинский, Казимир Филипович;
- 1917 – 1918. – Шейковский, Александър Иванович;
- ??.05.1919 – ??.07.1919 капитан 2-ри ранг Нолде, Борис Александрович;
- 1918 – 1922. – ?

### Други длъжности
- ??.??.1902 – ??.??.1904 ревизор, лейтенант Лвов, Николай Георгиевич;
- ??.??.1903 – ??.??.1904 капелмайстор Дрейзин, Евгений Михайлович;
- 18.03.1904 – 17.04.1904 вахтен началник, лейтенант Колчак, Александър Василиевич;
- ??.09.1903 – 29.07.1904 старши минен офицер, от март 1904 г. минен офицер 1-ви разряд Киткин, Пьотр Павлович;
- 20.12.1905 – 10.02.1906 лейтенант Домерщиков, Михаил Михайлович;[34]
- ??.??.1907 – ??.??.1908 Корпус на инженер-механиците на флота, подполковник Монерот дю Мен, Антон Клементиевич;
- 20.04.1910 – 27.06.1910 завеждащ минната част на крайцера, минен офицер 1-ви разряд Кулибин, Николай Владимирович (ВИД);
- 27.06.1910 – 20.12.1910 старши минен офицер, минен офицер 1-ви разряд Кулибин, Николай Владимирович;
- 24.12.1911 – 16.06.1913 старши офицер, капитан 2-ри ранг Чепелев, Михаил Евграфович;
- 25.03.1912 – 09.11.1912 старши минен офицер, старши лейтенант Кулибин, Николай Владимирович;
- ??.??.1913 – ??.??.1916 Владзимеж Щейер (на полски: Włodzimierz Steyer), младши офицер от артилерията, бъдещ полски контраадмирал, командващ отбраната на Хелската коса;
- ??.??.1915 – ??.??.1916 щурмански офицер, лейтенант Роп, Александр Эдуардович;

- 01.01.1904 – ??.??.?? надзорник по артилерийската част Хилов, Лев Кирилович, произведен в капитан по Адмиралтейството за отличие в делата срещу неприятеля (14.06.1904), ранен в бой на 28.07.1904 г. Подполковник по Адмиралтейството за отличие (06.12.1910). Директор на Инвалидния дом на Император Павел I (17.06.1910 – 1917).
- ??.??.1917 – ??.??.1918 инженер-механик Бжезинский, Валериян Людомирович[35]

## Памет
- Екипажът на крайцера „Асколд“, както и самият крайцер са главни действащи лица в романа на Валентин Пикул „Из тупика“.
- Асколдска улица в Мурманск – наречена, на 31 март 1967 г., в чест на екипажа на крайцера „Асколд“, който през лятото на 1917 г. се намира на рейда на Колския залив.[36]